# Autobus przegubowy

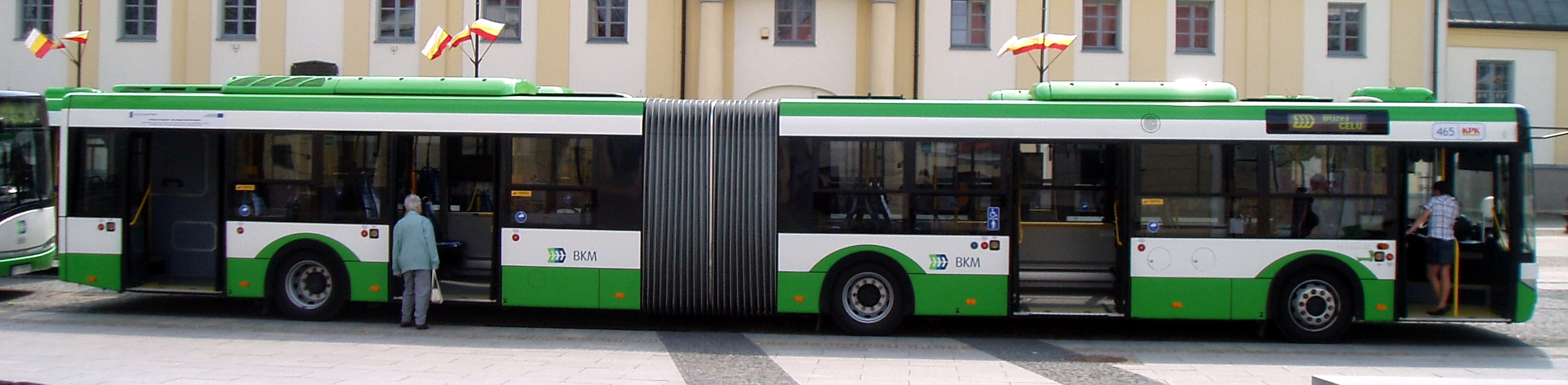
Autobus dwuczłonowy Solaris w Białymstoku

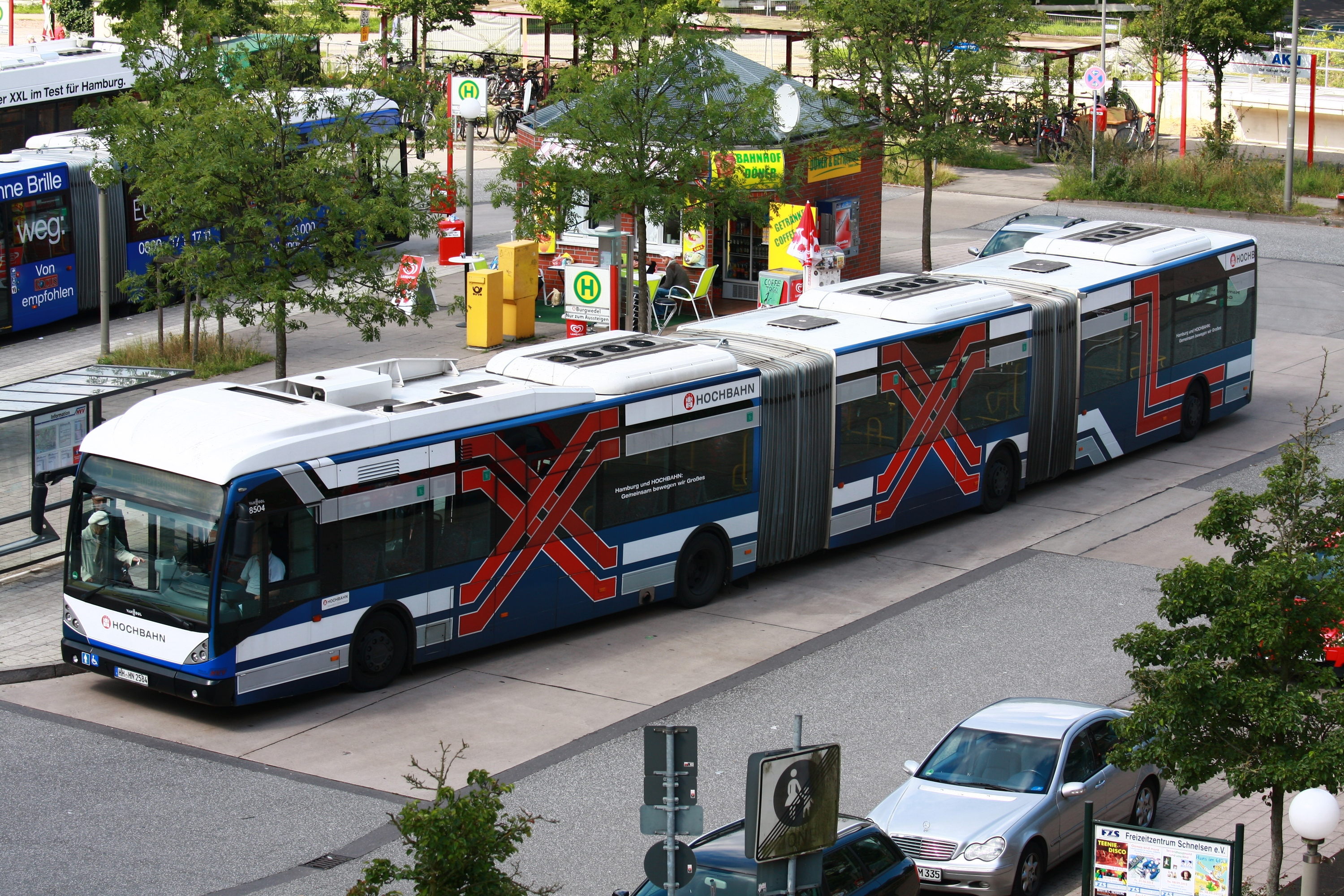
Trójczłonowy autobus Van Hool z dwoma przegubami o długości 24,8 m

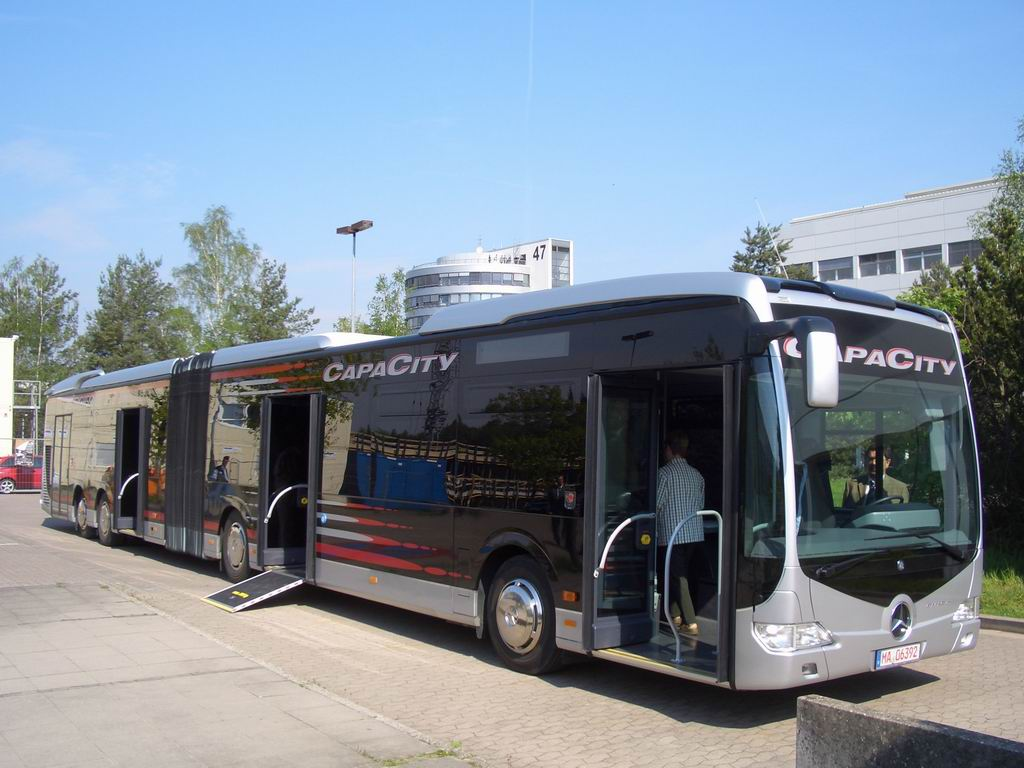
Autobus czteroosiowy, dwuczłonowy Mercedes-Benz CapaCity

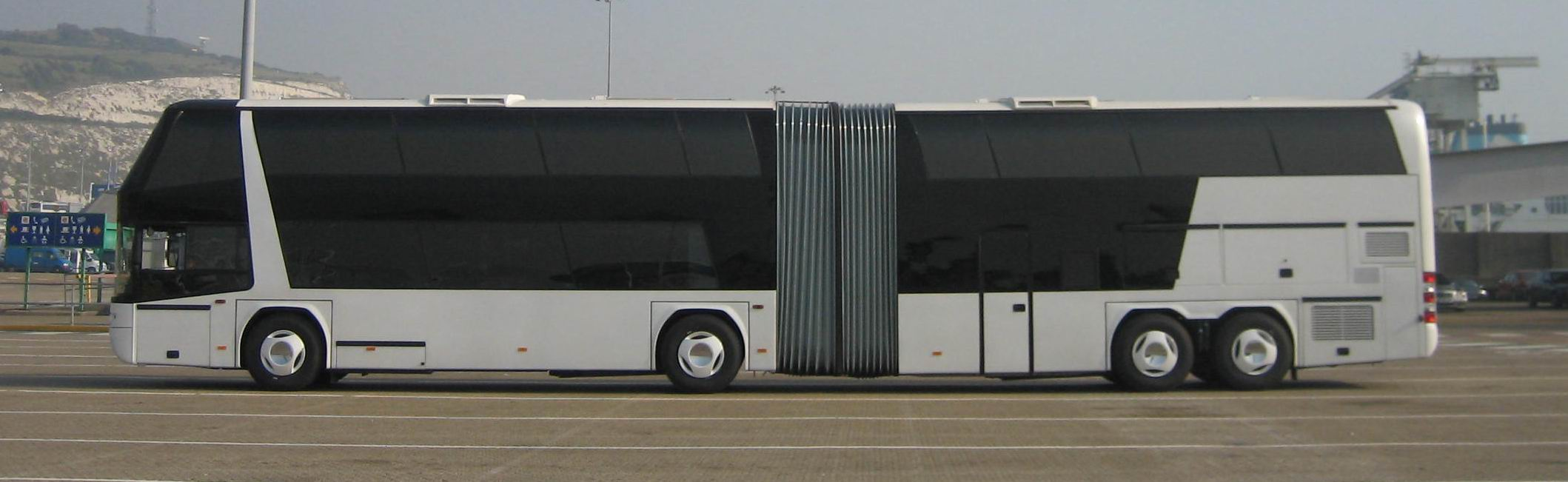
Neoplan Jumbocruiser, dwuczłonowy autobus piętrowy

Autobus przegubowy (inaczej autobus członowy, pot. przegubowiec) – osobowy pojazd silnikowy, składający się z dwóch (lub więcej) sztywnych części jezdnych, połączonych ze sobą przegubowym łącznikiem, zginającym się podczas skręcania pojazdu.

## Historia
Budowa autobusów członowych została zainicjowana przez firmy włoskie (FIAT, Viberti Monotral) i niemieckie (Henschel) w latach 50. XX wieku. Autobus Fiat Viberti był pierwszym przegubowcem, jaki pojawił się w Polsce i jeździł na warszawskiej linii 107 przez kilka dni w roku 1957. Viberti to firma produkująca przyczepy, która w ten sposób rozbudowywała autobusy Fiat 411. 
Autobusy członowe mogły być początkowo robione na bazie autobusów z silnikiem z przodu lub podpodłogowym ze względu na konieczność stosowania wleczonej przyczepy, którą jest drugi człon. Np. silnik podpodłogowy jest stosowany w autobusach Ikarus 280. Powoduje to podniesienie podłogi, podczas gdy od lat trwały próby obniżenia podłogi autobusów miejskich. Zastosowanie silnika z tyłu dla obniżenia podłogi uniemożliwiało natomiast budowanie autobusów przegubowych opartych na danym modelu. 
Kupując dla Polski licencję Berlieta PR100 i PR110, zrezygnowano jednocześnie z niezależnej produkcji autobusów przegubowych w Polsce. Dopiero skonstruowanie mechanizmu zapobiegającego wężykowaniu przez firmę Mercedes-Benz umożliwiło zastosowanie przyczep pchających z silnikiem umieszczonym z tyłu pojazdu i powstanie członowych autobusów niskopodłogowych.
Autobusy przegubowe występują w bardzo dużych miastach. W Polsce użytkowane są jedynie autobusy dwuczłonowe, natomiast autobusy trójczłonowe są popularne w Ameryce Południowej i Holandii.

## Zastosowanie

### Budowa
Przegub osłonięty jest miechem, który ze względu na podobieństwo do instrumentu, zwany jest potocznie harmonią. Czasem we wrędze znajduje się podłużne okienko. Zastosowane części w autobusie nie mogą funkcjonować bez siebie nawzajem, a łączy się je lub rozłącza tylko w specjalnie do tego przystosowanym serwisie. 
Dla pojazdów trójczłonowych stosuje się perony jak dla pojazdów kolejowych, ze względu na konieczność stosowania silnika podpodłogowego. Często takie rozwiązanie jest stosowane w autobusach torowych.
Istnieją różne rodzaje przegubowców. Produkowane są zarówno wozy dwuczłonowe (jednoprzegubowe), jak i trójczłonowe (dwuprzegubowe). Mają one znacznie większą pojemność od zwykłych autobusów, mogąc pomieścić nawet 200 osób. Ich długości wahają się od 16 do 25 metrów podczas gdy pojedyncze mają długość maksymalnie 15 metrów. Autobusy dwuczłonowe budowane są jako trójosiowe (do ok. 18,75 m), czteroosiowe dwuczłonowe (do ok. 21 m) i czteroosiowe trójczłonowe (większe długości). Istnieją również przegubowe autobusy piętrowe. 
W autobusach dwuczłonowych układ napędowy najczęściej znajduje się w drugim członie i silnik jest umieszczony za tylną osią i właśnie na nią przekazuje moment obrotowy. Spotykane są czasami również autobusy z silnikiem w pierwszym członie z napędzaną środkową osią i taki układ jest również powszechny w autobusach trójczłonowych.

### Praktyka
Zastosowanie przegubu i wieloczłonowości w autobusie pasażerskim niesie za sobą zarówno zalety, jak i wady. Pozytywnym efektem tego rozwiązania jest zwiększona ładowność i przepustowość pojazdu, przy jednoczesnym zachowaniu jego funkcjonalności.
Łącznik stanowi integralną część strefy pasażerskiej, umożliwiającą zarówno jazdę w nim, jak i swobodne poruszanie się na całej długości pojazdu, przy jednoczesnym umiejscowieniu wielu par drzwi, w każdej z jego części. Powyższe stanowi zaletę szczególnie w przypadku wykorzystania pojazdu w rozbudowanym systemie komunikacji miejskiej.
Wadą tego zastosowania jest zwiększony koszt kupna i amortyzacji pojazdu. Kierowanie tego typu autobusem wymaga także odpowiednich umiejętności, ze względu na jego długość i widoczność tylnej strefy autobusu, zarówno z zewnątrz, jak i wewnątrz pojazdu. 
Do czasu rozwoju zaawansowanej elektroniki, ograniczenie tylnej widoczności mogło stwarzać trudności w jego manewrowaniu i otwieraniu drzwi z zachowaniem odpowiedniego bezpieczeństwa dla pasażerów. Brak widoczności wewnętrznej mógł natomiast skutkować ograniczoną możliwością szybkiej reakcji w sytuacjach kryzysowych, zaistniałych w strefie pasażerskiej. Powyższe wady mogą zostać zniwelowane przez zastosowanie odpowiedniego systemu kamer i przycisków. Te ostatnie pomagają zarówno w przypadku niebezpieczeństwa (przycisk alarmowy), chęci wysiadania i otwarcia drzwi (tzw. gorący przycisk), jak i wezwania pomocy przez osobę z niepełnosprawnością.
Zasięg skrętu takiego pojazdu wymaga także większej przestrzeni ulicznej na skrzyżowaniach, przez co autobusy często nie mogą zostać wykorzystane na trasach z niedostosowaną do tego infrastrukturą uliczną.